# Lucas Demare
Lucas Demare (Buenos Aires, 14 de juliol de 1910 - San Agustín, 6 de setembre de 1981) va ser un director, guionista i productor cinematogràfic argentí. Va ser un dels fundadors de l'entitat Directores Argentinos Cinematográficos el 1958. Va escriure i dirigir pel·lícules com La guerra gaucha, El cura gaucho (1941), La calle grita (1948), Mi noche triste (1951), Zafra (1958) i La boda (1964). El seu últim treball com a director va ser Hombres de mar el 1977. Com a productor participà en pel·lícules importants com El muerto falta a la cita (1944) de Pierre Chenal, Donde mueren las palabras (1946) d'Hugo Fregonese, La pícara Cenicienta (1951) de Francisco Múgica i La guerra del cerdo (1975) de Leopoldo Torre Nilsson.

## Biografia

### Els seus començaments
Era fill d'Otilia Riccio i Domingo Demare, aquest últim violinista de professió. Primer va estudiar piano i als 15 anys va viatjar amb tota la família a París on el seu germà gran Lucio treballava com a pianista. Es va avorrir i el 1927 va tornar a Buenos Aires on va estudiar bandoneó sis mesos amb Pedro Maffia. El 1928 va viatjar a Espanya i es va incorporar com bandoneonista a l'Orquestra Típica Argentina, en la qual actuava el seu germà gran Lucio com a pianista i director. El 1933 va treballar com a intèrpret i cantor al costat d'Agustín Irusta, Roberto Fugazot i Lucio Demare a les pel·lícules espanyoles Boliche i Aves sin rumbo.
Entusiasmat amb el cinema, Demare va renunciar a l'orquestra, on guanyava mil dòlars mensuals, i va començar a treballar en els estudis com a peó sense sou. Va anar aprenent l'ofici i va ascendir ràpidament: pissarrer, tercer ajudant, assistent de direcció, i un dia el van contractar perquè debutés com a director, però la guerra civil ho va impedir i hagué de sortir d'Espanya.

Emilio Zolezzi, que a més de crític de cinema va ser l'advocat d'Artistas Argentinos Asociados des dels seus començaments compta sobre el director: 
| « | "La guerra civil -i els seus prolegòmens- van posar terme a aquella labor de Demare al cinema espanyol. Però en ell va aprendre el seu ofici. Demare es vana d'haver exercit tots els menesters del cinema, iniciats als estudis d'Orphea Films, de Barcelona. Des d'escombrar l'estudi i manejar la pissarra, com a progrés, fins a la direcció, tota l'escala va ser recorreguda pas a pas … És un autodidacta. El que li va implicar iniciar el seu camí al cinema tenint enfront de sí un mur: l'ignorat. I ho va anar vencent en llargues i dures etapes. Lectures i aprenentatges tècnics "robats" al set, sense més guia que el seu afany." | » |

Va viatjar a Itàlia amb els germans Marbel, un duo que feia un número de memòria retentiva, i amb una noia que cantava, a qui ell acompanyava. Després va ser a Lisboa on va integrar l'orquestra de Carlos Vicente Geroni Flores. Va retornar a l'Argentina i el seu germà Lucio li va aconseguir una ocupació com a encarregat de pis als estudis cinematogràfics Río de la Plata, qui el 1937 el van contractar com a director i guionista per a les pel·lícules Dos amigos y un amor i Veinticuatro horas de libertad, totes dues interpretades per l'actor còmic Pepe Iglesias. El 1939 va passar a Pampa Films, una empresa amb majors pressupostos, per a dirigir El hijo del barrio (1940), Corazón de turco (1940) i Chingolo (1941), totes elles amb el seu propi guió. En aquesta última pel·lícula, que va tenir bona recepció de crítica i de públic, es va consolidar l'excepcional equip tècnic que ho acompanyaria en l'etapa posterior.La següent pel·lícula va ser El cura gaucho, en la qual va iniciar la seva relació amb Enrique Muiño, però malgrat el seu gran èxit comercial va ser acomiadat per Pampa Films.

### Etapa d'Artistas Argentinos Asociados
Al començament dels anys 40 es reunia habitualment amb un grup d'artistes que en aquest moment estaven desocupats: Enrique Muiño, Elías Alippi, Francisco Petrone i Ángel Magaña al cafè El Ateneo situat a Carlos Pellegrini y Cangallo (avui Teniente General Juan D. Perón) de la ciutat de Buenos Aires. Aquest grup juntament amb Enrique Faustín (f) que també concorria a les reunions va decidir configurar una productora que treballés en cooperativa a l'estil d'United Artists dels Estats Units i així va néixer el 26 de setembre de 1941 Artistas Argentinos Asociados Sociedad Cinematográfica de Responsabilidad Limitada. La primera pel·lícula de la nova empresa fou El viejo Hucha, dirigida per Lucas Demare, en la que es va estrenar el tango Malena, d'Homero Manzi i Lucio Demare, interpretat per l'actor Osvaldo Miranda, encara que la veu era de Juan Carlos Miranda, cantor de l'orquestra de Lucio Demare.

#### La guerra gaucha
A continuació va dirigir La guerra gaucha, amb llibret d'Ulyses Petit de Murat i Homer Manzi sobre el llibre del mateix nom (1905) de Leopoldo Lugones. Es va estrenar el 20 de novembre de 1942. Se l'ha considerat "la pel·lícula de més èxit del cinema argentí, i també una de les millors".
La pel·lícula, de to èpic, transcorre el 1817 a la província de Salta (nord-oest de l'Argentina). El seu context històric està donat per les accions de guerrilla dels gautxos partidaris de la independència, sota el comandament del general Martín Güemes, contra l'exèrcit regular realista que responia a la monarquia espanyola.
Per a la filmació d'exteriors es va construir un llogaret en la mateixa zona on es van desenvolupar els esdeveniments que van inspirar la pel·lícula. Per a les escenes de conjunt es va comptar amb el concurs d'uns mil participants, número que no tingut precedent al cinema argentí.
Lucas Demare hi té diverses petites aparicions. En una de les escenes calia filmar l'incendi del poble (d'acord amb l'argument, les forces reialistes entraven i l'incendiaven perquè s'havien adonat que el traïdor era el sagristà). La filmació havia de fer-se en una sola presa ja que, per descomptat, el poblat es podia incendiar una sola vegada, per la qual cosa va disposar que tant els camerògrafs com ell mateix i la resta de l'equip es vestissin de gautxos o de realistes, perquè si entrava en el focus d'alguna cambra semblés que formava part de l'acció. En el mitjà de l'incendi, un cop de vent va portar el foc cap a Demare deixant-li la barba i cabellera postissa totalment socarrimada.
En un altre moment Demare va actuar com un soldat espanyol que, atacat pels gautxos, rep una llançada al pit. Magaña compte:
| « | la llança la hi tirava jo des de dalt de la cambra; li donava de ple al pit. Li vaig fer un morat tan gran, que després va caldre posar-li un apòsit. Tenia un hematoma tremend de tants cops, i ell ordenava: "Una altra vegada! Una altra vegada!. Jo pensava que l'anava a matar... | » |

La guerra gaucha va ser molt ben acollida per la crítica, va rebre nombrosos premis i va significar un èxit econòmic. Va baixar de cartell recentment a les dinou setmanes d'exhibició durant les quals la van veure 170.000 espectadors, i per a llavors portava quatre setmanes consecutives d'exhibició a Montevideo. Cuidant moltíssim la despesa la producció de la pel·lícula havia costat $ 269.000.- que es va amortitzar totalment en les dinou setmanes d'exhibició a les sales d'estrena.

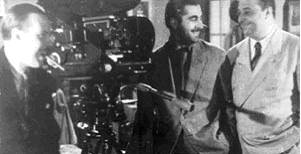
Ulyses Petit de Murat, Lucas Demare i Homero Manzi.

#### Su mejor alumno
Manzi i Petit van encarar novament el gènere històric amb la figura de Sarmiento i van començar a buscar-ne temes vinculats. Per a això van començar per bussejar en el produït per l'escriptor argentí més prolífic (58 toms són les seves obres completes). Així van trobar la figura del seu fill, Domingo Fidel Sarmiento, conegut com Dominguito, es van enamorar d'ella i van fer el guió de la nova pel·lícula que va dirigir Lucas Demare i es va dir Su mejor alumno.
La pel·lícula va costar gairebé el doble que La guerra gaucha. L'escenografia era molt més àmplia i complexa i l'escena de masses de l'atac de Curapayty va portar vint dies de filmació, va requerir la construcció de ponts, forts, etc.
Su mejor alumno va ser estrenada el 22 de maig de 1944 en una funció a benefici dels damnificats pel terratrèmol de San Juan a la qual també van concórrer alts funcionaris del govern encapçalats pel President de la Nació. Va tenir un excel·lent acolliment per la premsa i va obtenir els principals premis. Quant al públic, només cal dir que es va mantenir vint setmanes a la sala d'estrena i que a l'any portava recaptats 1.500.000 pesos.

#### Pampa bárbara
El 1945 Demare va codirigir amb Hugo Fregonese una pel·lícula ambientada el 1833 en l'escenari de la lluita a la frontera entre indis i blancs però centrada en la vida dels qui vivien en els fortins i, especialment, de les dones, tant les índies captives com les "fortineres" enviades pel govern central per a evitar desercions.
Manzi i Petit de Murat es van encarregar del guió realitzant la prèvia revisió dels elements documentals disponibles com havien fet amb La guerra gaucha i Su mejor alumno. La interpretació va estar a càrrec de Luisa Vehil, Francisco Petrone i Enrique Muiño. Va rebre excel·lent acolliment de la crítica que va ponderar el ritme àgil de la pel·lícula i la integració a la trama dramàtica del paisatge que sembla embolicar i dominar als personatges. Va ser també elogiada la fotografia a càrrec de Bob Roberts i Humberto Peruzzi.
La pel·lícula va tenir una versió hollywoodenca titulada Savage Pampas el 1966, dirigida per Fregonese, protagonitzada per actors de la talla de Robert Taylor i Rosenda Monteros.

#### Nunca te diré adiós
També sobre guió de Manzi i Petit de Murat, aquesta pel·lícula de 1947 tracta del desacord amorós entre un home i una dona casada. Va resultar un melodrama romàntic amb diàlegs cursis i lent desenvolupament. La van interpretar Zully Moreno, Ángel Magaña i Orestes Caviglia.

#### Como tú lo soñaste
Aquí Demare va filmar el 1947 un guió d'Homer Manzi sobre la novel·la "Un dia d'octubre" de George Kaiser. Tracta d'una noia que imagina que el seu fill, fruit de la seva relació amb un carnisser, és d'un músic del qual està enamorada. Amb bons intèrprets, se la va considerar una excel·lent i cuidada realització de Demare.

#### La calle grita
Una parella jove interpretada per Ángel Magaña i Patricia Castell s'enfronta a l'ocupador d'aquesta, un prestigiós economista encarnat per Enrique Muiño, a propòsit dels sous corroïts per la inflació, un problema que començava a preocupar els argentins. La pel·lícula de 1948 mostra en to de comèdia el contrast entre la teoria econòmica i la realitat quotidiana, entre el tancament que aïlla i el carrer que crida.
Lucas Demare va morir d'un atac cardíac el 1981, als 71 anys.

## Premis i nominacions
- - Academia de las Artes y Ciencias Cinematográficas de la Argentina
- 1942: Còndor Acadèmic a la millor pel·lícula per La guerra gaucha i Diploma d'honor a Lucas Demare com a millor director.
- 1944: Còndor Acadèmic a la millor pel·lícula per Su mejor alumno i Diploma d'honor a Lucas Demare com a millor director.
- 1951: Còndor Acadèmic a la millor pel·lícula per Los isleros i Diploma d'honor a Lucas Demare com a millor director.
- 1954: Còndor Acadèmic a la millor pel·lícula per Guacho i Diploma d'honor a Lucas Demare com a millor director.
  - Festival Internacional de Cinema de Sant Sebastià (Espanya)
- 1961. Premi Perla del Cantàbric al millor llargmetratge de parla hispana per Hijo de hombre i a Lucas Demare millor director.
- 1964. Premi Perla del Cantàbric al millor llargmetratge de parla hispana per La boda i a Lucas Demare millor director.
  - Festival Internacional de Cinema de Canes
- 1958. Nominat a la Palma d'Or per Zafra.
- 1956. Nominat a la Palma d'Or El último perro.
- 1951. Nominat al Gran Premi del Festival per Los isleros.
  - Premi Konex de Platí 1981: Millor Director de Cinema de la història fins aquell moment.

## Filmografia
Director
- Solamente ella (1975)
- La Madre María (1974)
- Pájaro loco (1971)
- Humo de marihuana (1968)
- Rutas para la Mesopotamia (1968)
- La cigarra está que arde (1967)
- Sentencia para un traidor (1967)
- Los guerrilleros (1965)
- La boda (1964)
- Italia di notte n. 1 (1964)
- Hijo de hombre (1961)
- Plaza Huincul (Pozo Uno) (1960)
- Mi esqueleto (1959)
- Detrás de un largo muro (1958)
- Zafra (1958)
- El último perro (1956)
- Sangre y acero (1956)
- Después del silencio (1956)
- Mercado de Abasto (1955)
- Guacho (1954)
- El seductor de Granada (1953)
- Un guapo del 900 (1952)
- Payaso (1952)
- Los isleros (1951)
- Mi noche triste (1952)
- La culpa la tuvo el otro (1950)
- La calle grita (1948)
- Como tú lo soñaste (1947)
- Nunca te diré adiós (1947)
- Pampa bárbara (1945)
- Su mejor alumno (1944)
- La guerra gaucha (1942)
- El viejo Hucha (1942)
- El cura gaucho (1941)
- Chingolo (1940)
- El hijo del barrio (1940)
- Corazón de turco (1940)
- 24 horas en libertad (1939)
- Dos amigos y un amor (1938)

Guionista
- Hombres de mar (1977)
- Solamente ella (1975)
- La Madre María (1974)
- Pájaro loco (1971)
- La cigarra está que arde (1967)
- Los guerrilleros (1965)
- La boda (1964)
- La sed (1961)
- El último perro (1956)
- Guacho (1954)
- El seductor de Granada (1953)
- Payaso (1952)
- Los isleros (1951)
- Mi noche triste (1952)
- La culpa la tuvo el otro (1950)

Productor
- Humo de marihuana (1968)
- La cigarra está que arde (1967)
- Plaza Huincul (Pozo Uno) (1960)
- Zafra (1958)
- Guacho (1954)
- La pícara cenicienta (1951)
- La cuna vacía (1949)

Muntador
- Hermanos (1939)

Intérpret
- La guerra gaucha (1942) ...Extra
- Los isleros (1951)
- Hijo de hombre (1961)
- Humo de marihuana (1968) ...Cameo
- El tango en el cine (1980) ...Él mismo

Temes musicals
- El viejo Hucha (1942)

Assessoría
- La resistencia (curtmetratge(1972)
- Violación (curtmetratge) (1972)
- Vallejos (curtmetratge) (1972)
- La dialéctica tiene sus cositas (curtmetratge) (1972)
- El gallo ciego (curtmetratge) (1972)
- Rosa, rosa... (curtmetratge) (1972)

Supervisió
- Donde mueren las palabras (1946)